# Park U Boříka
Park U Boříka je městský park v ostravském městském obvodu Nová Ves . Nachází se v nížině Ostravská pánev v Moravskoslezském kraji a na Moravě.

## Historie a popis parku
V roce 1983 rozdělila páteřní silnice (ulice 28. října) Novou Ves na severní a jižní polovinu. Tím zaniklo původní centrum této vesnické městské části, které bylo u populární hospody U Boříka. Na tuto situaci reagoval záměr postavit park, který vznikl v roce 2018 a jehož výstavba byla ukončena v roce 2023. Vznikl přeměnou a revitalizací „zanedbané“ rekreační zelené plochy a nachází se mezi ulicemi U Boříka, 28. října a Bartolomějská.
Park U Boříka je určen k aktivnímu odpočinku, relaxaci a volnočasovým aktivitám. Je rozdělen do několika funkčních celků. Ústřední funkční celek parku představuje plocha/náměstí určená k přirozenému setkávání lidí, tzv. „Nová náves“, která je v blízkosti podchodu z jižní do severní části obce. Park je vybaven také herními a sportovními prvky (např. větší dětskou skluzavkou a inline okruhem), drobnými budovami, sociálním zařízením a prostory pro další sportovní a kulturní akce.

## Galerie

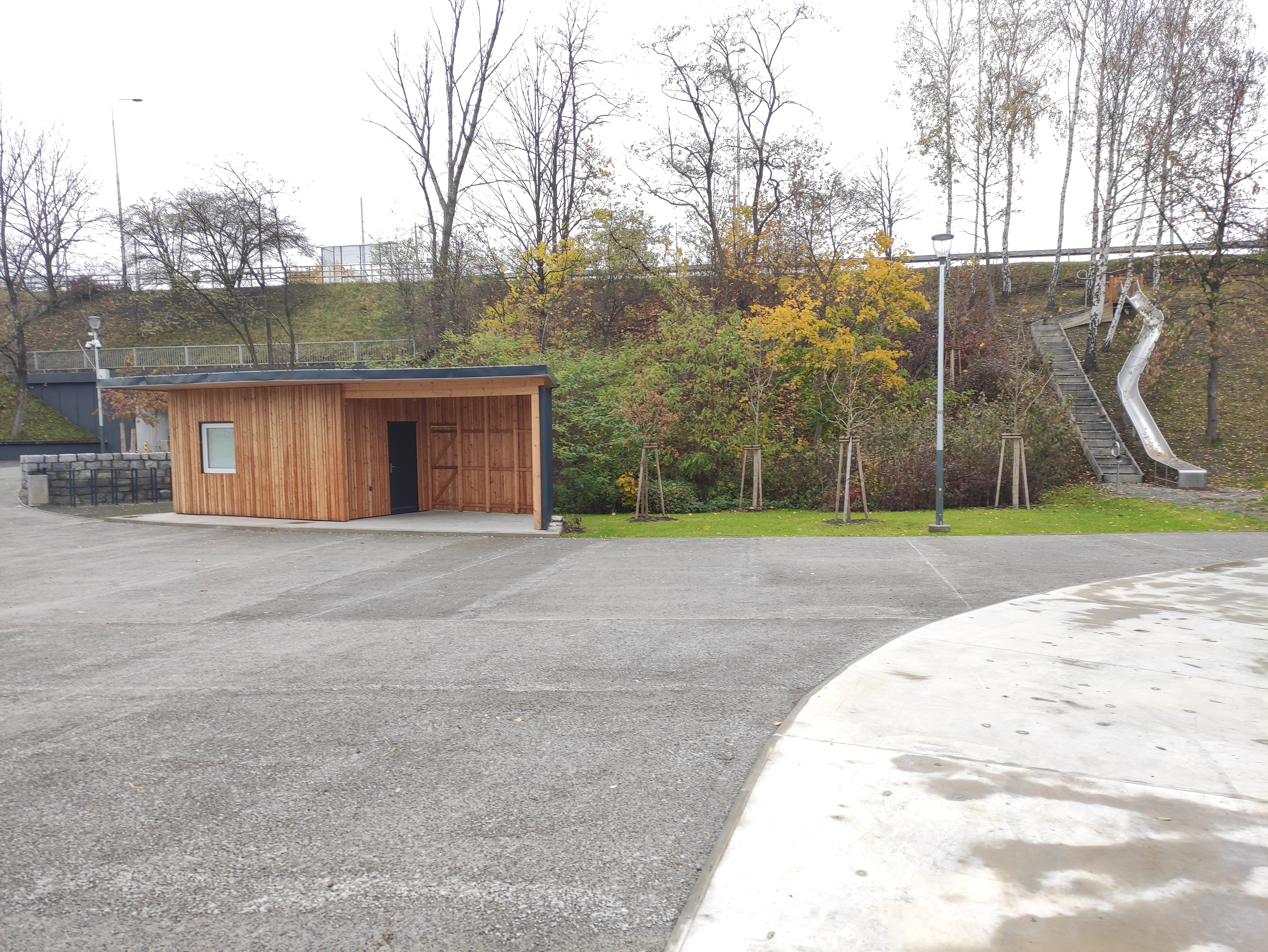

## Další informace
Park je celoročně volně přístupný.